# Leonardo avicennae
Leonardo avicennae är en fjärilsart som beskrevs av Bassi 1990. Leonardo avicennae ingår i släktet Leonardo och familjen Crambidae. Inga underarter finns listade i Catalogue of Life.